# Нахичеванское уездное правительство
Нахичеванское уездное правительство (азерб. Naxçıvan məhəllə höküməti), также Нахичеванское местное правительство (азерб. Naxçıvan yerli höküməti) — орган местного самоуправления в Нахичеванском уезде в 1918—1919 годах. 

## История
Вскоре после установления контроля османской армией над югом Эриванской губернии, турецкий офицер Сурая-бек был назначен уездным начальником (главой уездного правительства). После аннексии отошедших по Батумского мирному договору территорий Сурая-бек был заменен Халис Тургут-беком, а после ухода Тургут-бека и до эвакуации османской армии из Закавказья по Мудросскому перемирию начальником был Али Шафик-бек. 
В ноябре 1918 года ввиду эвакуации командующий 9-й армии Шевки-паша принял решение назначить главой уездного правительства представителя местной азербайджанской элиты Мирза Насрулла-бека Амирова. Во время декабрьских событий Нахичеванское правительство вместе с нахичеванскими ханами было в негласной оппозиции Аракскому правительству, а после его падения сосредоточила власть в своих руках. В конце декабря Мирза Насрулла-бека заменил Гаджи Мехди Багиров.
4 января 1919 года по указу Нахичеванского правительства началась организация Национального совета, в который должны были войти по пять представителей каждого участка Шарур-Нахичевани. Выборы завершились 17 января. Национальный совет возглавил бывший глава Араксского правительства Амир-бек Заманбекзаде. В совете среди прочих были представлены Гаджи Мехди Багиров и Джафаркули-хан Нахичеванский от Нахичевани и бывший министр финансов Араксского правительства Ганбар Алибек Бенениярлы от Алинджачая. Имена представителей Ордубада и Шарура в источниках не указываются. 
Однако Национальный совет просуществовал недолго, пав в результате интриг семьи нахичеванских ханов. Нахичеванский командующий Керим-хан Эриванский, потомок эриванских и нахичеванских ханов и троюродный брат Келбали-хана Нахичеванского, подал в отставку, чем вызвал волнения среди солдат. Кроме того, 22 января в Нахичевани распространились слухи, что шарурцы не желают нахождения нахичеванских солдат на их земле и требуют их ухода. Эти слухи ещё более усилили волнения среди нахичеванских солдат; в результате председатель Национального совета Амир-бек и влиятельный шарурский командующий Мешади Али Аскер-ага Гамзаев (Гамзазаде) были арестованы. Керим-хан и Келбали-хан в этой ситуации фактически взяли власть в свои руки. Амир-бек и Мешади Али Аскер-ага были освобождены, а на заседании Национального совета 24 января был обвинен в подстрекательстве и арестован Гаджи Мехди Багиров. 
После этого в Нахичевани образовалось фактически ханское правительство, которое 25 января распустило Национальный совет. Председателем правительства стал Джафаркули-хан Нахичеванский, его заместителем — Аббаскули-бек Таиров, главнокомандующим — Керим-хан Эриванский, его заместителем — Калбали-хан Нахичеванский, министром иностранных дел — Бахрам-хан Нахичеванский. Первое заседание правительства, именуемого в источниках Нахичеванским Тюркским правительством, прошло 25 января 1919 года.